# Иркутский театр народной драмы
Ирку́тский теа́тр наро́дной дра́мы (полное наименование Муниципальное бюджетное учреждение культуры г. Иркутска «Иркутский городской театр народной драмы») — театр в городе Иркутск, основанный в 1977 году как народный театр-студия. В 1987 году театру присвоен статус профессионального.
Адрес: Иркутск, улица Мухиной, 13а.
В концертном зале 173 места, из которых 31 место в ложе, остальные 142 места — партер.
Директор и главный режиссёр театра — заслуженный артист России, заслуженный деятель искусств России Михаил Корнев.
На базе театра в 2007 году появился киноклуб «Русский путь», который является филиалом московского филиала с таким же названием.
В 2009 году был снят посвящённый театру документальный фильм «Репетиция» (режиссёр — Зайцев С. Л.). В фильме рассказывается о постановке спектакля «Гневышев» (по повести А. В. Зверева «Раны»). Фильм повествует о творческом пути заслуженного артиста России Михаила Корнева.  
Фильм награждён Дипломом XVIII Международного кинофестиваля «Золотой Витязь» (Липецк, 2009 год), Дипломом Третьего Всероссийского фестиваля документального кино «Человек и война» (Екатеринбург, 2009 год), Дипломом V Международного Сретенского православного кинофестиваля «ВСТРЕЧА» (Обнинск, 2010 год). Лауреат Всероссийского кинофестиваля «Бородинская осень» (Можайск, 2009 год).  

## Награды и премии
- Лауреат премии имени святителя Иннокентия Иркутского (1996).
- Лауреат Всероссийского фестиваля «Глас Ангельский России» (1998, Москва).
- Лауреат Международного кинофестиваля «Золотой Витязь» (2000).
- Лауреат премии Губернатора Иркутской области в номинации «Театральное искусство» (2001).
- Почётная грамота Президента Российской Федерации (2002).
- Лауреат первого Международного театрального фестиваля «Золотой Витязь» (2003, Москва).
- «Бронзовый витязь» второго Международного театрального фестиваля «Золотой Витязь» (2004, Москва) — за постановку музыкального спектакля «Левша».
- «Серебряный Витязь» Международного кинофестиваля «Золотой Витязь» (2008, Москва) — за фильм «Иркутская Иордань»[5].
- Гран-при первого Международного фестиваля «Играй, гармонь!» имени Геннадия Заволокина (2010).
- «Золотой Витязь» второго Славянского фестиваля «Золотой Витязь» (2011, Курск)[6].